# تشارلز هاميلتون
تشارلز هاميلتون (بالإنجليزية: Charles Hamilton) هو منتج أسطوانات وكاتب أغاني أمريكي، ولد في 10 نوفمبر 1987 في كليفلاند في الولايات المتحدة.

## وصلات خارجية
- تشارلز هاميلتون على موقع ميوزك برينز (الإنجليزية)
- تشارلز هاميلتون على موقع أول ميوزيك (الإنجليزية)
- تشارلز هاميلتون على موقع ديسكوغز (الإنجليزية)
- تشارلز هاميلتون على موقع ديسكوغز (الإنجليزية)